# Obični čempres
Obični čempres (vazdazeleni čempres, zimzeleni čempres, lat. Cupressus sempervirens), je biljka iz roda Cupressus.

## Izgled
Čempres se može javiti u dva oblika. Prvi je s uskopiramidalnom, stupastom krošnjom koja se sužava prema vrhu, te s uspravljenim i priljubljenim granama. Ovaj je oblik u narodu poznat kao "muški".
Drugi vid, u narodu poznat kao "ženski", ima široku kupastu krošnju s vodoravno stojećim granama.
Kora čempresa je tanka, sivosmeđe do tamnosmeđe boje. Dugo ostaje glatka.
Korijenov sustav je jako razgranat, razveden, te prodire duboko u zemlju. Prilagodljiv je terenu.
Iglice (četine) su kod čempresa ljuskaste, čvrsto prilegle uz četverokutne tanke grančice, poredane u 4 reda. Duge su oko 1 mm, a na leđnoj strani imaju izduženu smolnu žljezdicu. Tamnozelene su boje.

## Stanište
Raste najviše uz putove, na groblju, parkovima, vrtovima, oko crkava, itd.

## Vanjske poveznice
|  | Zajednički poslužitelj ima stranicu o temi Obični čempres    |
|  | Zajednički poslužitelj ima još gradiva o temi Obični čempres |
|  | Wikivrste imaju podatke o taksonu Obični čempres             |